# Transports en commun de Brive-la-Gaillarde
 (février 2024).
Libéo, anciennement connu sous l'acronyme Service des transports urbains de Brive (STUB), est le réseau des transports en commun de Brive-la-Gaillarde, en Corrèze.
La Communauté d'agglomération du Bassin de Brive a confié la gestion et l'exploitation du transport public de voyageurs du réseau à la société Transdev. En septembre 2024, l'exploitation du réseau est assurée par RATP Dev.
Le réseau urbain Libéo fonctionne toute l'année, y compris le dimanche (sur réservation).

## Historique

### De la création à 2010
Le réseau de transport de Brive-la-Gaillarde possédait sept lignes de bus avant 1994. Ces dernières étaient les : 1/3, 2/4, 5, 6, 7, 8 et 9.
L'année 1994 voit la prolongation de trois lignes : la 2/4 et 5. Ces dernières sont toutes deux prolongées jusqu'au centre commercial ouest. La ligne 7 est, elle, allongée jusqu'à ZI Brive-Ouest et le tracé est modifié par les Rosiers.
On peut aussi voir le raccourcissement de la ligne 6, dont une partie du tracé est cédée à la ligne 7. La ligne 9, voit aussi des changements, cédant une partie de son trajet à la ligne 7.
Enfin, plusieurs lignes viennent compléter le réseau avec la création de la ligne 10, mais aussi des lignes B, D1 et D2.
Le début des années 2000 voit l'allongement de la ligne 9 vers Malecroix et les Garennes (se déroulant en septembre 2002). Puis, le 3 octobre 2005, les transports à la demande sont créés. L'année 2006 voit des modifications de parcours pour les lignes 1/3 et 2/4 ainsi que les lignes 6 et 7. Enfin, le 24 août 2007 voit la création des navettes CAB. Ces dernières font une boucle entre un espace commercial et le centre-ville. 

### De 2010 à aujourd'hui
La STUB a changé de nom en Libéo le 1er septembre 2010 avec un tout nouveau réseau remplaçant celui existant depuis environ 1994. Le 24 janvier 2011, le réseau a été modifié avec l'apparition de la ligne 6, le prolongement de la ligne B vers les Beylies Hautes, la desserte du Collège Jean Moulin par la ligne 2 et de l'avenue de Paris par la Navette.
Au 1er septembre 2011, la ligne C apparaît et la ligne 2 est modifiée à Tujac. En 2013, la ligne 1 est modifiée vers les Chapélies. Le 2 janvier 2014, la ligne D faisant la liaison gare SNCF-Ussac apparaît et la navette est rallongée vers le centre hospitalier et la gare SNCF.
Le 31 août 2015, les lignes 1E et 7 (CC Ouest-Saint-Pantaléon-de-Larche) apparaissent et la ligne 6 ne dessert plus CC Est, mais les Escures. La ligne 1 est de nouveau modifiée aux Chapélies. La navette ne dessert plus le Centre Hospitalier.
Le 2 janvier 2018, le réseau est presque entièrement modifié : les Transports à la Demande desservent désormais 48 communes et la ligne C disparaît. La ligne D change de nom en ligne 7. L'ancienne ligne 7 fusionne avec la ligne 4. Les lignes 1 et 2 sont inversées à l'est et la ligne 1E est prolongée. Les terminus des lignes 1, 2, 4 et 5 sont transférés vers le nouveau Pôle d'Échanges Brive Laroche. La navette devient payante pour une montée en dehors du Parking des 3 Provinces.
Le 2 septembre 2019, la ligne 8 apparaît entre la place du 14 juillet et le Rieux (ZA de la Nau).
Le 2 janvier 2020, la ligne 9 apparaît entre la place du 14 juillet et Cosnac.
Le 4 juillet 2022, la navette redevient gratuite et une zone de montée à main levée est mise en place dans le centre historique.
Le 29 août 2022, la ligne 10 apparaît entre le Pôle d'Échanges Brive Laroche et le Chant du Merle (Larche). La ligne 4 est donc réduite du Centre Commercial Ouest à Beylies Hautes. Les lignes 7 et 8 sont modifiées pour pouvoir desservir la Zone d'Activités de la Gare d'Ussac. La ligne 7 a donc comme nouveaux terminus Z.A. Gare Sud (1 fois par jour) et Croix de l'Aiguillon. La ligne 8 a par conséquent La Nau comme nouveau terminus. Une ligne 8 Bis est créée pour desservir le Giratoire de Cana au lieu de la Zone d'activités de la Nau.

## Réseau
- Lignes 1 et 2 avec une fréquence de 30min en heure creuse et 10min en heure de pointe
- Lignes 3 à 6 sont des lignes complémentaires avec une fréquence de passage entre 30 min à 1h en moyenne
- Lignes 7 à 11 fonctionnent matin, midi et soir
- Ligne A et B fonctionnent matin, midi et soir
- "La Gaillarde", navette du centre-ville

### Lignes essentielles
| Ligne | Caractéristiques | Caractéristiques                                                       | Caractéristiques                                                       | Caractéristiques                                                       | Caractéristiques                                                       | Caractéristiques                                                       | Caractéristiques                                                       | Caractéristiques                                                       | Caractéristiques                                                       |
| 1     | Pôle d'échanges Brive Laroche ⥋ Centre Commercial Est / Parc du Moulin | Pôle d'échanges Brive Laroche ⥋ Centre Commercial Est / Parc du Moulin | Pôle d'échanges Brive Laroche ⥋ Centre Commercial Est / Parc du Moulin | Pôle d'échanges Brive Laroche ⥋ Centre Commercial Est / Parc du Moulin | Pôle d'échanges Brive Laroche ⥋ Centre Commercial Est / Parc du Moulin | Pôle d'échanges Brive Laroche ⥋ Centre Commercial Est / Parc du Moulin | Pôle d'échanges Brive Laroche ⥋ Centre Commercial Est / Parc du Moulin | Pôle d'échanges Brive Laroche ⥋ Centre Commercial Est / Parc du Moulin | Pôle d'échanges Brive Laroche ⥋ Centre Commercial Est / Parc du Moulin |
| ----- | --- | ---------------------------------------------------------------------- | ---------------------------------------------------------------------- | ---------------------------------------------------------------------- | ---------------------------------------------------------------------- | ---------------------------------------------------------------------- | ---------------------------------------------------------------------- | ---------------------------------------------------------------------- | ---------------------------------------------------------------------- |
| 1     | Ouverture / Fermeture 1er septembre 2010 / — | Longueur 12,9 km                                                       | Durée 25-40 min                                                        | Nb. d’arrêts 38                                                        | Matériel GX 327                                                        | Jours de fonctionnement L, Ma, Me, J, V, S                             | Jour / Soir / Nuit / Fêtes O / N / N / N                               | Voy. / an —                                                            | Exploitant Transdev Brive                                              |

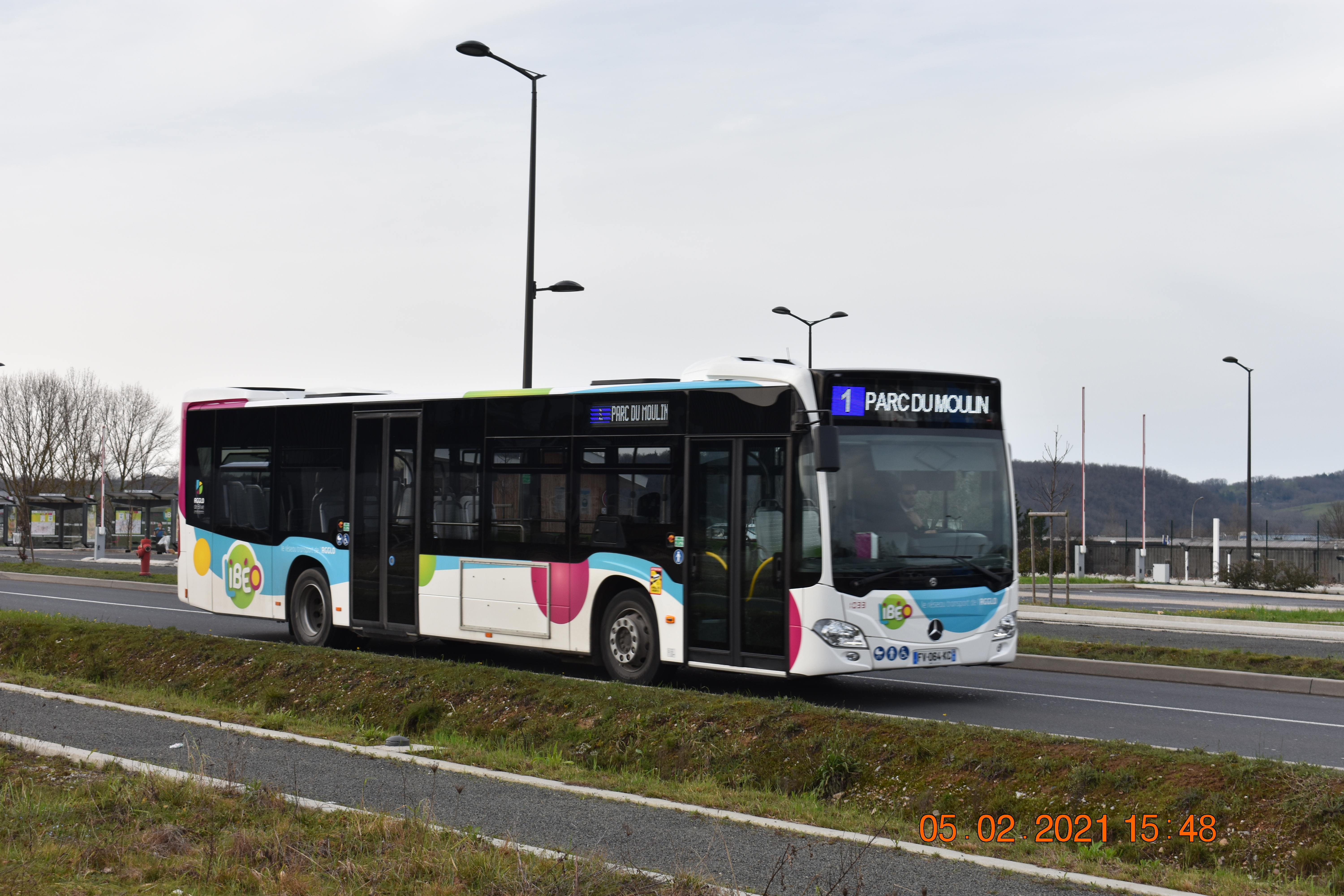
Mercedes Citaro C2 mild-hybrid sur la ligne 1 du réseau libéo.

| 1     | Desserte : - Communes: Brive-la-Gaillarde – Malemort-sur-Corrèze - Principaux lieux desservis: Centre commercial Carrefour Brive, IUT, Lycée Simone Veil, Collège et Lycée Georges-Cabanis, Lycée Bossuet, Collège et Lycée d'Arsonval, Centre-ville de Brive, Halle Georges Brassens, Centre hospitalier de Brive-la-Gaillarde, Collège Jean Lurçat, Centre commercial Géant Casino Brive, Mairie de Malemort-sur-Corrèze, ZA des Châtaigniers, ZA Puymaret, ZA du Moulin. - Arrêts non accessibles aux personnes à mobilité réduite: Puymaret, Faraday (dir. PE Brive Laroche), Rue des Rocs, Hôtel de Ville. |                                                                        |                                                                        |                                                                        |                                                                        |                                                                        |                                                                        |                                                                        |                                                                        |
| 1     | Autre : - Amplitude horaire et fréquence: La ligne circule de 6h20 à 20h00 avec un bus toutes les 20 à 30 minutes. - Particularités: - Entre Pôle d'échanges Brive Laroche et Centre Commercial Est la ligne est doublée par la ligne 1E. |                                                                        |                                                                        |                                                                        |                                                                        |                                                                        |                                                                        |                                                                        |                                                                        |

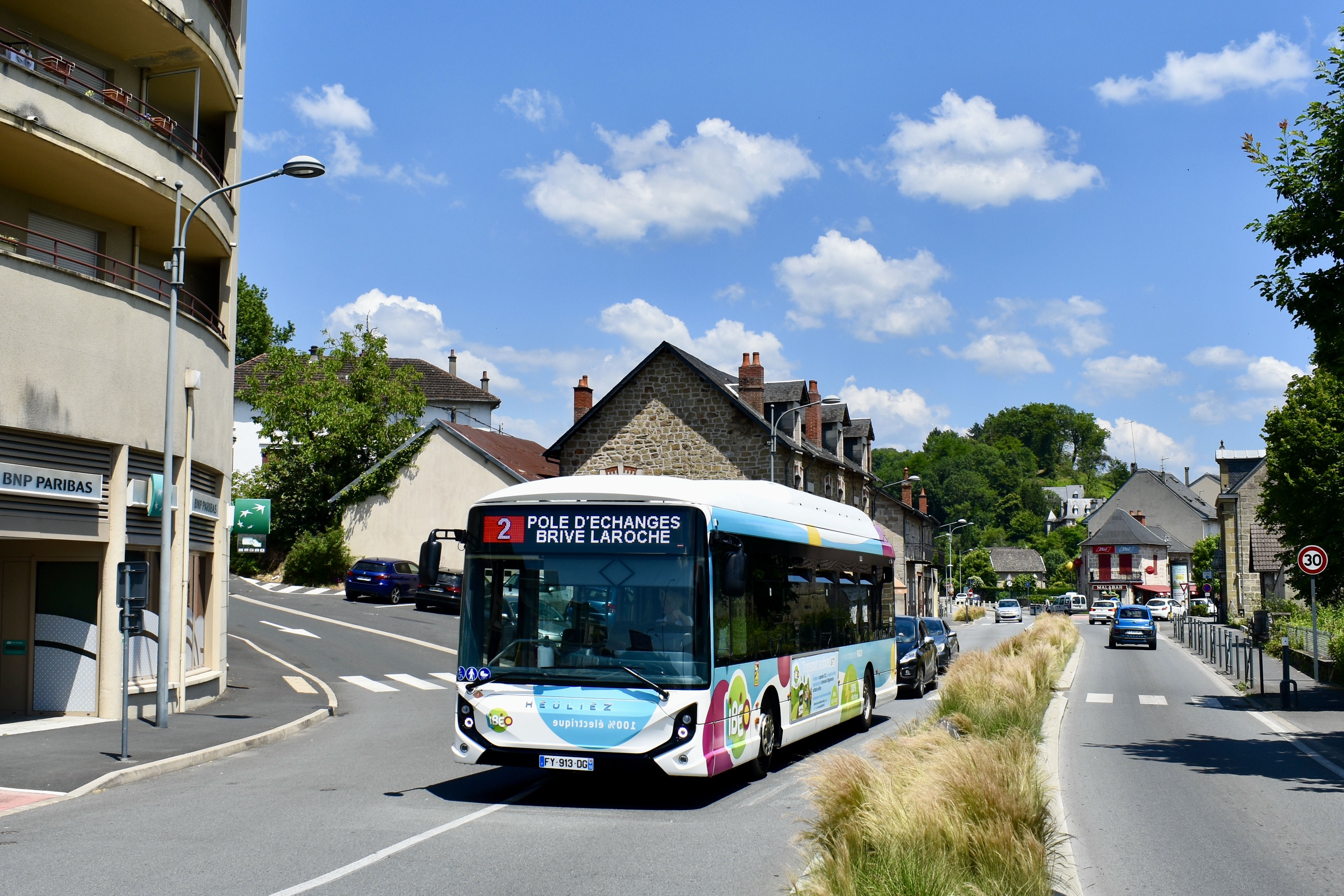
Ligne 2

| 1     | Dernière actualisation : — |                                                                        |                                                                        |                                                                        |                                                                        |                                                                        |                                                                        |                                                                        |                                                                        |
| 2     | Pôle d'échanges Brive Laroche ⥋ Centre Commercial Est | Pôle d'échanges Brive Laroche ⥋ Centre Commercial Est                  | Pôle d'échanges Brive Laroche ⥋ Centre Commercial Est                  | Pôle d'échanges Brive Laroche ⥋ Centre Commercial Est                  | Pôle d'échanges Brive Laroche ⥋ Centre Commercial Est                  | Pôle d'échanges Brive Laroche ⥋ Centre Commercial Est                  | Pôle d'échanges Brive Laroche ⥋ Centre Commercial Est                  | Pôle d'échanges Brive Laroche ⥋ Centre Commercial Est                  | Pôle d'échanges Brive Laroche ⥋ Centre Commercial Est                  |
| 2     | Ouverture / Fermeture 1er septembre 2010 / — | Longueur 13,5 km                                                       | Durée 40-50 min                                                        | Nb. d’arrêts 43                                                        | Matériel GX 327                                                        | Jours de fonctionnement L, Ma, Me, J, V, S                             | Jour / Soir / Nuit / Fêtes O / N / N / N                               | Voy. / an —                                                            | Exploitant Transdev Brive                                              |
| 2     | Desserte : - Communes: Brive-la-Gaillarde – Malemort-sur-Corrèze - Principaux lieux desservis: Centre commercial Carrefour Brive, ZI du Teinchurier, Collège Jean Moulin, Plaine des Jeux Ouest, Lycée Simone Veil, Collège et Lycée Georges Cabanis, Lycée Bossuet, Collège et Lycée d'Arsonval, Centre-ville de Brive, Halle Georges Brassens, Communauté d'agglomération de Brive-la-Gaillarde, Cimetière de Brive-la-Gaillarde, Stade de la Garenne Verte, Plaine des jeux Est, ZA Riante, ZA La Borie, Centre commercial Géant Casino Brive. - Arrêts non accessibles aux personnes à mobilité réduite: Nayrac (dir. PE Brive Laroche), Lachaud (dir. C.C. Est), Cimetière Thiers (dir. PE Brive Laroche), Duché, Garenne Verte (dir. PE Brive Laroche). |                                                                        |                                                                        |                                                                        |                                                                        |                                                                        |                                                                        |                                                                        |                                                                        |
| 2     | Autre : - Amplitude horaire et fréquence: La ligne circule de 6h35 à 20h10 avec un bus toutes les 20 à 35 minutes. |                                                                        |                                                                        |                                                                        |                                                                        |                                                                        |                                                                        |                                                                        |                                                                        |
| 2     | Dernière actualisation : — |                                                                        |                                                                        |                                                                        |                                                                        |                                                                        |                                                                        |                                                                        |                                                                        |

- Ligne 2

### Ligne Express
Ce service a été supprimé le 6 janvier 2025.

### Lignes complémentaires
| Ligne | Caractéristiques | Caractéristiques                                                      | Caractéristiques                                                      | Caractéristiques                                                      | Caractéristiques                                                      | Caractéristiques                                                      | Caractéristiques                                                      | Caractéristiques                                                      | Caractéristiques                                                      |
| 3     | Beylies Hautes ⥋ Gare SNCF | Beylies Hautes ⥋ Gare SNCF                                            | Beylies Hautes ⥋ Gare SNCF                                            | Beylies Hautes ⥋ Gare SNCF                                            | Beylies Hautes ⥋ Gare SNCF                                            | Beylies Hautes ⥋ Gare SNCF                                            | Beylies Hautes ⥋ Gare SNCF                                            | Beylies Hautes ⥋ Gare SNCF                                            | Beylies Hautes ⥋ Gare SNCF                                            |
| ----- | --- | --------------------------------------------------------------------- | --------------------------------------------------------------------- | --------------------------------------------------------------------- | --------------------------------------------------------------------- | --------------------------------------------------------------------- | --------------------------------------------------------------------- | --------------------------------------------------------------------- | --------------------------------------------------------------------- |
| 3     | Ouverture / Fermeture 1er septembre 2010 / — | Longueur 7,9 km                                                       | Durée 20 min                                                          | Nb. d’arrêts 26                                                       | Matériel GX 127                                                       | Jours de fonctionnement L, Ma, Me, J, V, S                            | Jour / Soir / Nuit / Fêtes O / N / N / N                              | Voy. / an —                                                           | Exploitant Transdev Brive                                             |

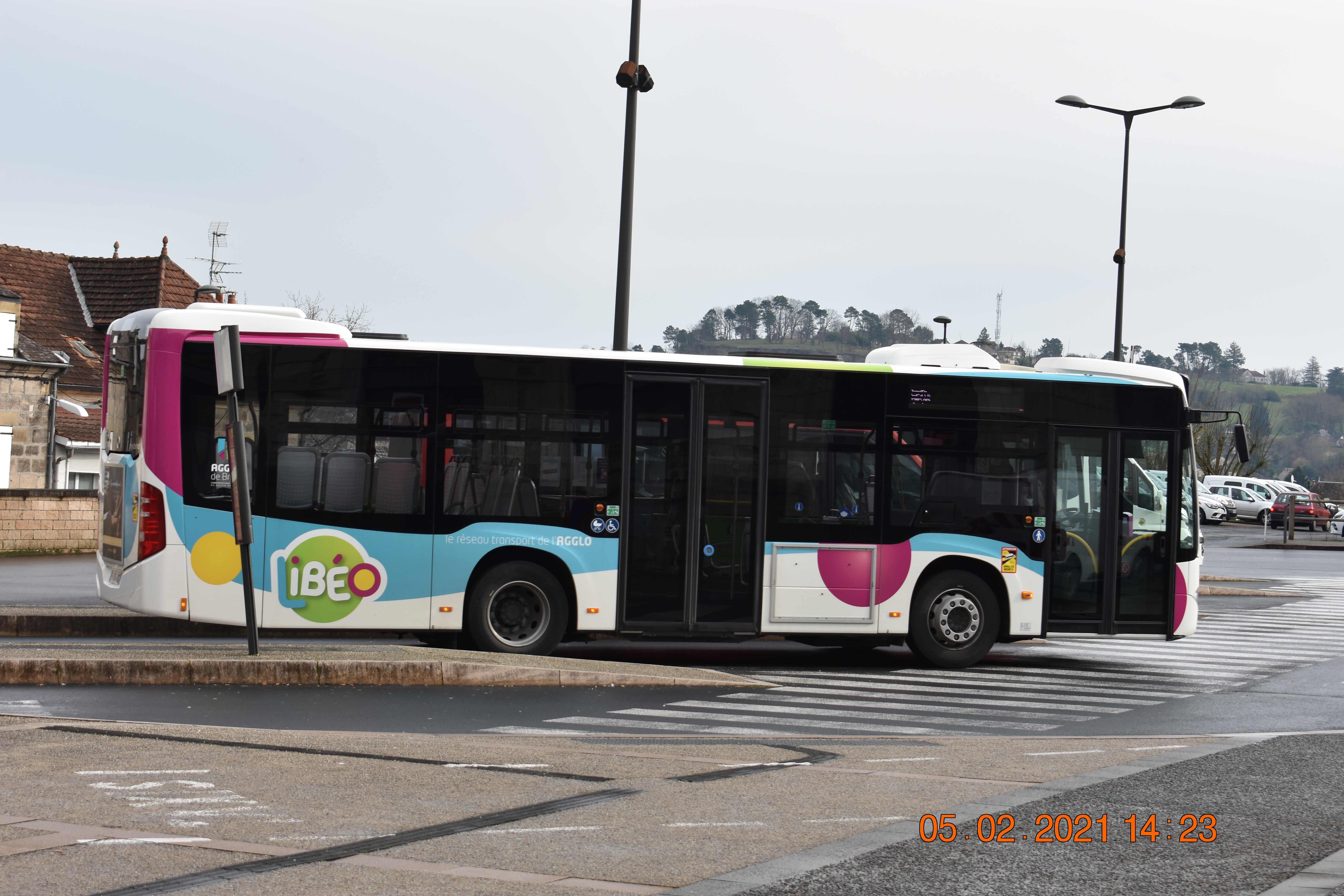
Mercedes Citaro K C2 sur la ligne 3 du réseau libéo.

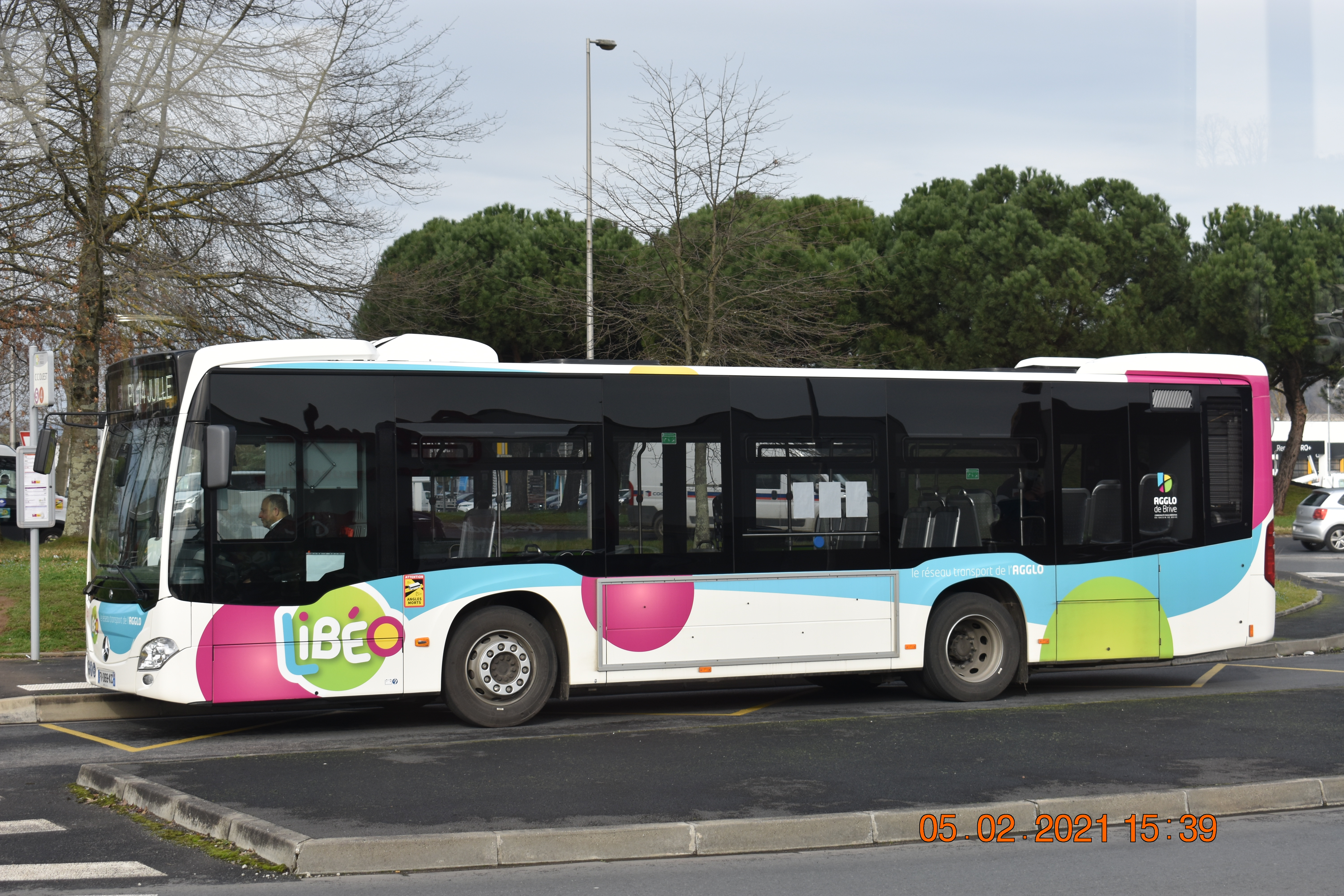
Mercedes Citaro K C2 sur la ligne 5 du réseau libéo.

| 3     | Desserte : - Communes: Brive-la-Gaillarde - Principaux lieux desservis: Mairie Annexe Rivet, Zone d'activités Rey Haut, Centre des Finances publiques, Collège et Lycée d'Arsonval, Centre-ville de Brive, Halle Georges Brassens. - Arrêts non accessibles aux personnes à mobilité réduite: Les Arcades (direction Beylies Hautes), Plein Sud, Chanoux, Malraux, Beylies Basses, Sauvajoux, Les Rosiers (direction Beylies Hautes), Aubarèdes, Royer (direction Beylies Hautes), Jaurès Gare.                                  |                                                                       |                                                                       |                                                                       |                                                                       |                                                                       |                                                                       |                                                                       |                                                                       |

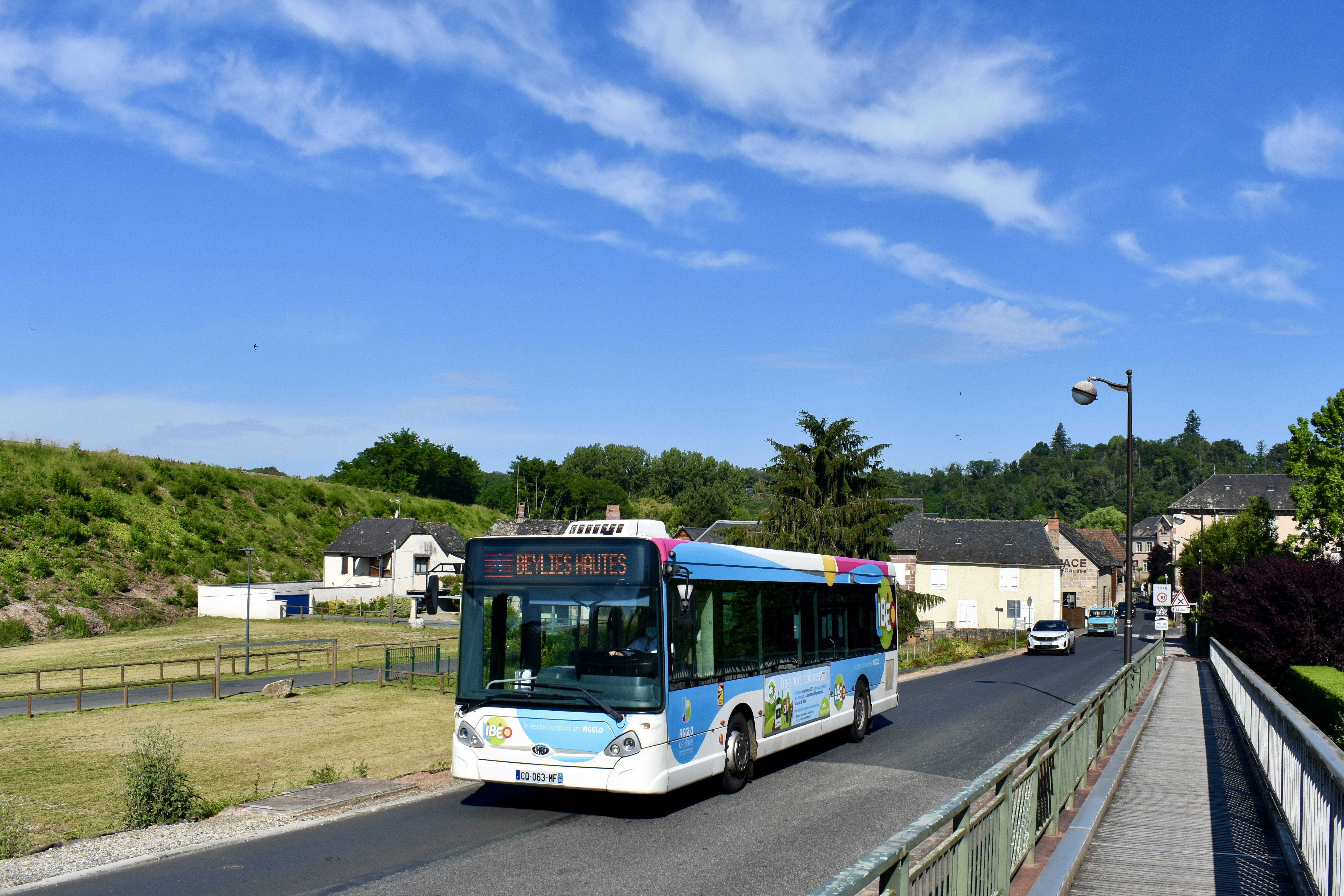
Ligne 4.

| 3     | Autre : - Amplitude horaire et fréquence: La ligne circule de 5h45 à 20h25 avec un bus toutes les 30 minutes. |                                                                       |                                                                       |                                                                       |                                                                       |                                                                       |                                                                       |                                                                       |                                                                       |
| 3     | Dernière actualisation : — |                                                                       |                                                                       |                                                                       |                                                                       |                                                                       |                                                                       |                                                                       |                                                                       |
| 4     | Beylies Hautes ⥋ Centre Commercial Ouest | Beylies Hautes ⥋ Centre Commercial Ouest                              | Beylies Hautes ⥋ Centre Commercial Ouest                              | Beylies Hautes ⥋ Centre Commercial Ouest                              | Beylies Hautes ⥋ Centre Commercial Ouest                              | Beylies Hautes ⥋ Centre Commercial Ouest                              | Beylies Hautes ⥋ Centre Commercial Ouest                              | Beylies Hautes ⥋ Centre Commercial Ouest                              | Beylies Hautes ⥋ Centre Commercial Ouest                              |
| 4     | Ouverture / Fermeture 1er septembre 2010 / — | Longueur 6,3 km                                                       | Durée 20 min                                                          | Nb. d’arrêts 18                                                       | Matériel —                                                            | Jours de fonctionnement L, Ma, Me, J, V, S                            | Jour / Soir / Nuit / Fêtes O / N / N / N                              | Voy. / an —                                                           | Exploitant Transdev Brive                                             |
| 4     | Desserte : - Communes: Brive-la-Gaillarde - Principaux lieux desservis: Centre commercial Carrefour Brive, ZI du Teinchurier, Collège Jean Moulin, Plaine des Jeux Ouest, Mairie Annexe Rivet, Zone d'activités Rey Haut. - Arrêts non accessibles aux personnes à mobilité réduite: Jean Moulin. |                                                                       |                                                                       |                                                                       |                                                                       |                                                                       |                                                                       |                                                                       |                                                                       |
| 4     | Autre : - Amplitude horaire et fréquence: La ligne circule de 7h15 à 19h00 avec un bus toutes les 60 à 210 minutes. |                                                                       |                                                                       |                                                                       |                                                                       |                                                                       |                                                                       |                                                                       |                                                                       |
| 4     | Dernière actualisation : — |                                                                       |                                                                       |                                                                       |                                                                       |                                                                       |                                                                       |                                                                       |                                                                       |
| 5     | Pôle d'échanges Brive Laroche ⥋ Place du 14 Juillet | Pôle d'échanges Brive Laroche ⥋ Place du 14 Juillet                   | Pôle d'échanges Brive Laroche ⥋ Place du 14 Juillet                   | Pôle d'échanges Brive Laroche ⥋ Place du 14 Juillet                   | Pôle d'échanges Brive Laroche ⥋ Place du 14 Juillet                   | Pôle d'échanges Brive Laroche ⥋ Place du 14 Juillet                   | Pôle d'échanges Brive Laroche ⥋ Place du 14 Juillet                   | Pôle d'échanges Brive Laroche ⥋ Place du 14 Juillet                   | Pôle d'échanges Brive Laroche ⥋ Place du 14 Juillet                   |
| 5     | Ouverture / Fermeture 1er septembre 2010 / — | Longueur 8,9 km                                                       | Durée 25 min                                                          | Nb. d’arrêts 23                                                       | Matériel —                                                            | Jours de fonctionnement L, Ma, Me, J, V, S                            | Jour / Soir / Nuit / Fêtes O / N / N / N                              | Voy. / an —                                                           | Exploitant Transdev Brive                                             |
| 5     | Desserte : - Communes: Brive-la-Gaillarde - Principaux lieux desservis: ZA du PEBO, Centre commercial Carrefour Brive, Cimetière La Fournade, Gymnase de Bouquet, Stade Gaëtan Devaud, Centre-ville de Brive. - Arrêts non accessibles aux personnes à mobilité réduite: PEBO (dir. Place du 14 Juillet), La Fournade, Bartholdi, Bassaler (dir. PE Brive Laroche), Boyer (dir. PE Brive Laroche), Quintel (dir. PE Brive Laroche), Rousseau (dir. PE Brive Laroche), Croix Saint-Jacques (dir. PE Brive Laroche).               |                                                                       |                                                                       |                                                                       |                                                                       |                                                                       |                                                                       |                                                                       |                                                                       |
| 5     | Autre : - Amplitude horaire et fréquence: La ligne circule de 6h15 à 19h35 avec un bus toutes les 30 minutes en heures de pointe et toutes les 60 minutes en heures creuses. |                                                                       |                                                                       |                                                                       |                                                                       |                                                                       |                                                                       |                                                                       |                                                                       |
| 5     | Dernière actualisation : — |                                                                       |                                                                       |                                                                       |                                                                       |                                                                       |                                                                       |                                                                       |                                                                       |
| 6     | Place du 14 Juillet ⥋ Les Escures | Place du 14 Juillet ⥋ Les Escures                                     | Place du 14 Juillet ⥋ Les Escures                                     | Place du 14 Juillet ⥋ Les Escures                                     | Place du 14 Juillet ⥋ Les Escures                                     | Place du 14 Juillet ⥋ Les Escures                                     | Place du 14 Juillet ⥋ Les Escures                                     | Place du 14 Juillet ⥋ Les Escures                                     | Place du 14 Juillet ⥋ Les Escures                                     |
| 6     | Ouverture / Fermeture 24 janvier 2011 / — | Longueur 8,0 km                                                       | Durée 20 min                                                          | Nb. d’arrêts 26                                                       | Matériel —                                                            | Jours de fonctionnement L, Ma, Me, J, V, S                            | Jour / Soir / Nuit / Fêtes O / N / N / N                              | Voy. / an —                                                           | Exploitant Transdev Brive                                             |
| 6     | Desserte : - Communes: Brive-la-Gaillarde – Malemort-sur-Corrèze - Principaux lieux desservis: Centre-ville de Brive, Centre culturel Raoul Dautry, ZA La Palisse, ZA Tour de Loyre, ZA La Rivière. - Arrêts non accessibles aux personnes à mobilité réduite: Selves (dir. Les Escures), Alsace-Lorraine, Courteline, Thérèse Simonet, Orlhac (dir. Place du 14 Juillet), Guitry (dir. Place du 14 Juillet), Les Prades, Jouhandeau, Les Cottages (dir. Les Escures), Z.A. La Rivière, Rue de l'Industrie, Musset, Les Escures. |                                                                       |                                                                       |                                                                       |                                                                       |                                                                       |                                                                       |                                                                       |                                                                       |
| 6     | Autre : - Amplitude horaire et fréquence: La ligne circule de 6h05 à 19h50 avec un bus toutes les 30 minutes en heures de pointe et toutes les 60 minutes en heures creuses. - Particularités: - La desserte de Tour de Loyre et Printemps n'est effectuée que deux fois par jour et par sens. |                                                                       |                                                                       |                                                                       |                                                                       |                                                                       |                                                                       |                                                                       |                                                                       |
| 6     | Dernière actualisation : — |                                                                       |                                                                       |                                                                       |                                                                       |                                                                       |                                                                       |                                                                       |                                                                       |
| 7     | Gare SNCF ⥋ Croix de l'Aiguillon / ZA Gare Sud | Gare SNCF ⥋ Croix de l'Aiguillon / ZA Gare Sud                        | Gare SNCF ⥋ Croix de l'Aiguillon / ZA Gare Sud                        | Gare SNCF ⥋ Croix de l'Aiguillon / ZA Gare Sud                        | Gare SNCF ⥋ Croix de l'Aiguillon / ZA Gare Sud                        | Gare SNCF ⥋ Croix de l'Aiguillon / ZA Gare Sud                        | Gare SNCF ⥋ Croix de l'Aiguillon / ZA Gare Sud                        | Gare SNCF ⥋ Croix de l'Aiguillon / ZA Gare Sud                        | Gare SNCF ⥋ Croix de l'Aiguillon / ZA Gare Sud                        |
| 7     | Ouverture / Fermeture 2 janvier 2018 / — | Longueur 15,5 km                                                      | Durée 30-35 min                                                       | Nb. d’arrêts 28                                                       | Matériel —                                                            | Jours de fonctionnement L, Ma, Me, J, V                               | Jour / Soir / Nuit / Fêtes O / N / N / N                              | Voy. / an —                                                           | Exploitant Transdev Brive                                             |
| 7     | Desserte : - Communes: Brive-la-Gaillarde – Ussac |                                                                       |                                                                       |                                                                       |                                                                       |                                                                       |                                                                       |                                                                       |                                                                       |
| 7     | Autre : - Amplitude horaire et fréquence: 4 départs de Gare SNCF à 7h47 (dir. Z.A. Gare Sud), 12h10 (dir. Croix de l'Aiguillon), 17h07 (dir. Croix de l'Aiguillon) et 18h25 (dir. Croix de l'Aiguillon) ; 3 départs d'Ussac à 7h15 (Croix de l'Aiguillon), 13h15 (Croix de l'Aiguillon) et 17h50 (Z.A. Gare Sud). |                                                                       |                                                                       |                                                                       |                                                                       |                                                                       |                                                                       |                                                                       |                                                                       |
| 7     | Dernière actualisation : — |                                                                       |                                                                       |                                                                       |                                                                       |                                                                       |                                                                       |                                                                       |                                                                       |
| 8     | Place du 14 Juillet ⥋ La Nau | Place du 14 Juillet ⥋ La Nau                                          | Place du 14 Juillet ⥋ La Nau                                          | Place du 14 Juillet ⥋ La Nau                                          | Place du 14 Juillet ⥋ La Nau                                          | Place du 14 Juillet ⥋ La Nau                                          | Place du 14 Juillet ⥋ La Nau                                          | Place du 14 Juillet ⥋ La Nau                                          | Place du 14 Juillet ⥋ La Nau                                          |
| 8     | Ouverture / Fermeture 2 septembre 2019 / — | Longueur 12,9 km                                                      | Durée 30 min                                                          | Nb. d’arrêts 12                                                       | Matériel —                                                            | Jours de fonctionnement L, Ma, Me, J, V                               | Jour / Soir / Nuit / Fêtes O / N / N / N                              | Voy. / an —                                                           | Exploitant Transdev Brive                                             |
| 8     | Desserte : - Communes: Brive-la-Gaillarde – Ussac - Varetz - Principaux lieux desservis: Centre-ville de Brive, Collège et Lycée d'Arsonval, Halle Georges Brassens, Espace des 3 provinces, Zone d'activités Rey Haut, Zone industrielle de Cana, Zone d'activités de la Gare d'Ussac, Zone d'activités de la Nau. - Arrêts accessibles aux personnes à mobilité réduite: Place du 14 juillet, Parking des 3 provinces, Kepler (dir. Place du 14 Juillet), Malraux.                                                             |                                                                       |                                                                       |                                                                       |                                                                       |                                                                       |                                                                       |                                                                       |                                                                       |
| 8     | Autre : - Amplitude horaire et fréquence: 2 départs de Place du 14 juillet à 7:18 et 17:20 et 2 départs de la Nau à 17:10 et 18:16. |                                                                       |                                                                       |                                                                       |                                                                       |                                                                       |                                                                       |                                                                       |                                                                       |
| 8     | Dernière actualisation : — |                                                                       |                                                                       |                                                                       |                                                                       |                                                                       |                                                                       |                                                                       |                                                                       |
| 8Bis  | Place du 14 Juillet ⥋ Giratoire de Cana | Place du 14 Juillet ⥋ Giratoire de Cana                               | Place du 14 Juillet ⥋ Giratoire de Cana                               | Place du 14 Juillet ⥋ Giratoire de Cana                               | Place du 14 Juillet ⥋ Giratoire de Cana                               | Place du 14 Juillet ⥋ Giratoire de Cana                               | Place du 14 Juillet ⥋ Giratoire de Cana                               | Place du 14 Juillet ⥋ Giratoire de Cana                               | Place du 14 Juillet ⥋ Giratoire de Cana                               |
| 8Bis  | Ouverture / Fermeture 29 août 2022 / — | Longueur 6,4 km                                                       | Durée 22-23 min                                                       | Nb. d’arrêts 8                                                        | Matériel —                                                            | Jours de fonctionnement L, Ma, Me, J, V                               | Jour / Soir / Nuit / Fêtes O / N / N / N                              | Voy. / an —                                                           | Exploitant Transdev Brive                                             |
| 8Bis  | Desserte : - Communes: Brive-la-Gaillarde – Ussac - Principaux lieux desservis: Centre-ville de Brive, Collège et Lycée d'Arsonval, Halle Georges Brassens, Espace des 3 provinces, Zone d'activités Rey Haut, Zone industrielle de Cana. - Arrêts accessibles aux personnes à mobilité réduite: Place du 14 juillet, Parking des 3 provinces, Kepler (dir. Place du 14 Juillet), Malraux. |                                                                       |                                                                       |                                                                       |                                                                       |                                                                       |                                                                       |                                                                       |                                                                       |
| 8Bis  | Autre : - Amplitude horaire et fréquence: 2 départs de Place du 14 juillet à 12:30 et 17:46 et 2 départs de la Nau à 7:56 et 12:56. |                                                                       |                                                                       |                                                                       |                                                                       |                                                                       |                                                                       |                                                                       |                                                                       |
| 8Bis  | Dernière actualisation : — |                                                                       |                                                                       |                                                                       |                                                                       |                                                                       |                                                                       |                                                                       |                                                                       |
| 9     | Place du 14 Juillet ⥋ Cosnac-Puy Tudole | Place du 14 Juillet ⥋ Cosnac-Puy Tudole                               | Place du 14 Juillet ⥋ Cosnac-Puy Tudole                               | Place du 14 Juillet ⥋ Cosnac-Puy Tudole                               | Place du 14 Juillet ⥋ Cosnac-Puy Tudole                               | Place du 14 Juillet ⥋ Cosnac-Puy Tudole                               | Place du 14 Juillet ⥋ Cosnac-Puy Tudole                               | Place du 14 Juillet ⥋ Cosnac-Puy Tudole                               | Place du 14 Juillet ⥋ Cosnac-Puy Tudole                               |
| 9     | Ouverture / Fermeture 2 janvier 2020 / — | Longueur 7,2 km                                                       | Durée 20 min                                                          | Nb. d’arrêts 15                                                       | Matériel —                                                            | Jours de fonctionnement L, Ma, Me, J, V                               | Jour / Soir / Nuit / Fêtes O / N / N / N                              | Voy. / an —                                                           | Exploitant Transdev Brive                                             |
| 9     | Desserte : - Communes: Brive-la-Gaillarde – Cosnac - Principaux lieux desservis: Centre-ville de Brive, Zone d'activités Brive Est, Cosnac. - Arrêts non accessibles aux personnes à mobilité réduite: Z.A. Brive Est, Lotissement des Pins, Le Paysse, Centre Bourg, Stade, Cosnac-Puy Tudole. |                                                                       |                                                                       |                                                                       |                                                                       |                                                                       |                                                                       |                                                                       |                                                                       |
| 9     | Autre : - Amplitude horaire et fréquence: 2 départs de Place du 14 juillet à 17:30 et 18:30 et 2 départs de la Nau à 7:20 et 8:20. |                                                                       |                                                                       |                                                                       |                                                                       |                                                                       |                                                                       |                                                                       |                                                                       |
| 9     | Dernière actualisation : — |                                                                       |                                                                       |                                                                       |                                                                       |                                                                       |                                                                       |                                                                       |                                                                       |
| 10    | Pôle d'échanges Brive Laroche ⥋ Saint-Pantaléon Centre/Chant du Merle | Pôle d'échanges Brive Laroche ⥋ Saint-Pantaléon Centre/Chant du Merle | Pôle d'échanges Brive Laroche ⥋ Saint-Pantaléon Centre/Chant du Merle | Pôle d'échanges Brive Laroche ⥋ Saint-Pantaléon Centre/Chant du Merle | Pôle d'échanges Brive Laroche ⥋ Saint-Pantaléon Centre/Chant du Merle | Pôle d'échanges Brive Laroche ⥋ Saint-Pantaléon Centre/Chant du Merle | Pôle d'échanges Brive Laroche ⥋ Saint-Pantaléon Centre/Chant du Merle | Pôle d'échanges Brive Laroche ⥋ Saint-Pantaléon Centre/Chant du Merle | Pôle d'échanges Brive Laroche ⥋ Saint-Pantaléon Centre/Chant du Merle |
| 10    | Ouverture / Fermeture 29 août 2022 / — | Longueur 8,8 km                                                       | Durée 10-25 min                                                       | Nb. d’arrêts 16                                                       | Matériel —                                                            | Jours de fonctionnement L, Ma, Me, J, V, S                            | Jour / Soir / Nuit / Fêtes O / N / N / N                              | Voy. / an —                                                           | Exploitant Transdev Brive                                             |
| 10    | Desserte : - Communes: Brive-la-Gaillarde – Saint-Pantaléon-de-Larche – Larche - Principaux lieux desservis: Centre commercial Carrefour Brive, ZAC du Mazaud, Mairie de Saint-Pantaléon-de-Larche, Bernou, Mairie de Larche, Collège Anna de Noailles. - Arrêts accessibles aux personnes à mobilité réduite: Pôle d'échanges Brive Laroche, Centre Commercial Ouest, Le Mazaud, Sourie, Saint-Pantaléon Centre (dir. PE Brive Laroche).                                                                                        |                                                                       |                                                                       |                                                                       |                                                                       |                                                                       |                                                                       |                                                                       |                                                                       |
| 10    | Autre : - Amplitude horaire et fréquence: La ligne circule de 6h15 à 19h50 avec un bus toutes les 30 minutes en heures de pointe et toutes les 60 minutes en heures creuses. - Particularités: - Le trajet de Saint-Pantaléon Centre au Chant du Merle est disponible du lundi au vendredi et sur réservation le samedi et pendant les vacances scolaires. |                                                                       |                                                                       |                                                                       |                                                                       |                                                                       |                                                                       |                                                                       |                                                                       |
| 10    | Dernière actualisation : — |                                                                       |                                                                       |                                                                       |                                                                       |                                                                       |                                                                       |                                                                       |                                                                       |
| 11    | Place du 14 Juillet ⥋ Parc du Moulin | Place du 14 Juillet ⥋ Parc du Moulin                                  | Place du 14 Juillet ⥋ Parc du Moulin                                  | Place du 14 Juillet ⥋ Parc du Moulin                                  | Place du 14 Juillet ⥋ Parc du Moulin                                  | Place du 14 Juillet ⥋ Parc du Moulin                                  | Place du 14 Juillet ⥋ Parc du Moulin                                  | Place du 14 Juillet ⥋ Parc du Moulin                                  | Place du 14 Juillet ⥋ Parc du Moulin                                  |
| 11    | Ouverture / Fermeture 6 janvier 2025 / — | Longueur —                                                            | Durée —                                                               | Nb. d’arrêts 24                                                       | Matériel —                                                            | Jours de fonctionnement L, Ma, Me, J, V, S, D                         | Jour / Soir / Nuit / Fêtes O / N / N / N                              | Voy. / an —                                                           | Exploitant RATPDev Brive                                              |
| 11    | Desserte : - Communes: Brive-la-Gaillarde – Malemort-Sur-Corrèze |                                                                       |                                                                       |                                                                       |                                                                       |                                                                       |                                                                       |                                                                       |                                                                       |
| 11    | Autre : |                                                                       |                                                                       |                                                                       |                                                                       |                                                                       |                                                                       |                                                                       |                                                                       |
| 11    | Dernière actualisation : — |                                                                       |                                                                       |                                                                       |                                                                       |                                                                       |                                                                       |                                                                       |                                                                       |

- Ligne 4.

### Autres lignes
| Ligne | Caractéristiques | Caractéristiques           | Caractéristiques           | Caractéristiques           | Caractéristiques           | Caractéristiques                        | Caractéristiques                         | Caractéristiques           | Caractéristiques           |
| A     | Place du 14 Juillet ⥋ AFPA | Place du 14 Juillet ⥋ AFPA | Place du 14 Juillet ⥋ AFPA | Place du 14 Juillet ⥋ AFPA | Place du 14 Juillet ⥋ AFPA | Place du 14 Juillet ⥋ AFPA              | Place du 14 Juillet ⥋ AFPA               | Place du 14 Juillet ⥋ AFPA | Place du 14 Juillet ⥋ AFPA |
| ----- | --- | -------------------------- | -------------------------- | -------------------------- | -------------------------- | --------------------------------------- | ---------------------------------------- | -------------------------- | -------------------------- |
| A     | Ouverture / Fermeture 1er septembre 2010 / — | Longueur 6,3 km            | Durée 20 min               | Nb. d’arrêts 14            | Matériel GX 127            | Jours de fonctionnement L, Ma, Me, J, V | Jour / Soir / Nuit / Fêtes O / N / N / N | Voy. / an —                | Exploitant Transdev Brive  |
| A     | Desserte : - Communes: Brive-la-Gaillarde – Malemort-sur-Corrèze - Principaux lieux desservis: Centre-ville de Brive, ZA Riante, ZA La Borie, Collège Maurice Rollinat, AFPA.                 |                            |                            |                            |                            |                                         |                                          |                            |                            |
| A     | Autre : - Amplitude horaire et fréquence: 2 départs de Place du 14 Juillet à 7h30 et 13h30 et 4 départs d' AFPA à 7h55, 12h10, 13h55 et 17h05                                                 |                            |                            |                            |                            |                                         |                                          |                            |                            |
| A     | Dernière actualisation : — |                            |                            |                            |                            |                                         |                                          |                            |                            |
| B     | Beylies Hautes ⥋ Bahuet | Beylies Hautes ⥋ Bahuet    | Beylies Hautes ⥋ Bahuet    | Beylies Hautes ⥋ Bahuet    | Beylies Hautes ⥋ Bahuet    | Beylies Hautes ⥋ Bahuet                 | Beylies Hautes ⥋ Bahuet                  | Beylies Hautes ⥋ Bahuet    | Beylies Hautes ⥋ Bahuet    |
| B     | Ouverture / Fermeture 1er septembre 2010 / — | Longueur 8,6 km            | Durée 20-30 min            | Nb. d’arrêts 25            | Matériel GX 127            | Jours de fonctionnement L, Ma, Me, J, V | Jour / Soir / Nuit / Fêtes O / N / N / N | Voy. / an —                | Exploitant Transdev Brive  |
| B     | Desserte : - Communes: Brive-la-Gaillarde - Principaux lieux desservis: Mairie Annexe Rivet, Centre-ville de Brive-la-Gaillarde, Lycée technique et hôtelier Bahuet, Monastère Saint-Antoine. |                            |                            |                            |                            |                                         |                                          |                            |                            |
| B     | Autre : - Amplitude horaire et fréquence: 4 départs de Beylies Hautes, 4 départs de Bahuet et 1 départ de Place du 14 Juillet vers Beylies Hautes.                                            |                            |                            |                            |                            |                                         |                                          |                            |                            |
| B     | Dernière actualisation : — |                            |                            |                            |                            |                                         |                                          |                            |                            |

### Navette du centre-ville
| Ligne | Caractéristiques | Caractéristiques                                 | Caractéristiques                                 | Caractéristiques                                 | Caractéristiques                                 | Caractéristiques                                 | Caractéristiques                                 | Caractéristiques                                 | Caractéristiques                                 |
| G     | La Gaillarde | La Gaillarde                                     | La Gaillarde                                     | La Gaillarde                                     | La Gaillarde                                     | La Gaillarde                                     | La Gaillarde                                     | La Gaillarde                                     | La Gaillarde                                     |
| G     | Brune ⥋ Parking des 3 Provinces via Centre-ville | Brune ⥋ Parking des 3 Provinces via Centre-ville | Brune ⥋ Parking des 3 Provinces via Centre-ville | Brune ⥋ Parking des 3 Provinces via Centre-ville | Brune ⥋ Parking des 3 Provinces via Centre-ville | Brune ⥋ Parking des 3 Provinces via Centre-ville | Brune ⥋ Parking des 3 Provinces via Centre-ville | Brune ⥋ Parking des 3 Provinces via Centre-ville | Brune ⥋ Parking des 3 Provinces via Centre-ville |
| ----- | --- | ------------------------------------------------ | ------------------------------------------------ | ------------------------------------------------ | ------------------------------------------------ | ------------------------------------------------ | ------------------------------------------------ | ------------------------------------------------ | ------------------------------------------------ |
| G     | Ouverture / Fermeture 6 janvier 2025 / — | Longueur 4,9 km                                  | Durée 10 min                                     | Nb. d’arrêts 7                                   | Matériel Dietrich Minibus                        | Jours de fonctionnement L, Ma, Me, J, V, S       | Jour / Soir / Nuit / Fêtes O / N / N / N         | Voy. / an —                                      | Exploitant RATPDev Brive                         |
| G     | Desserte : - Communes: Brive-la-Gaillarde - Principaux lieux desservis: Gare de Brive-la-Gaillarde, Centre-ville de Brive-la-Gaillarde, Espace des 3 provinces, Mairie de Brive-la-Gaillarde.                      |                                                  |                                                  |                                                  |                                                  |                                                  |                                                  |                                                  |                                                  |
| G     | Autre : - Amplitude horaire et fréquence: La ligne circule de 7h10 à 19h35 avec un passage toutes les 15 minutes. - Particularités: - Une zone de montée à main levée est mise en place dans le centre historique. |                                                  |                                                  |                                                  |                                                  |                                                  |                                                  |                                                  |                                                  |
| G     | Dernière actualisation : — |                                                  |                                                  |                                                  |                                                  |                                                  |                                                  |                                                  |                                                  |

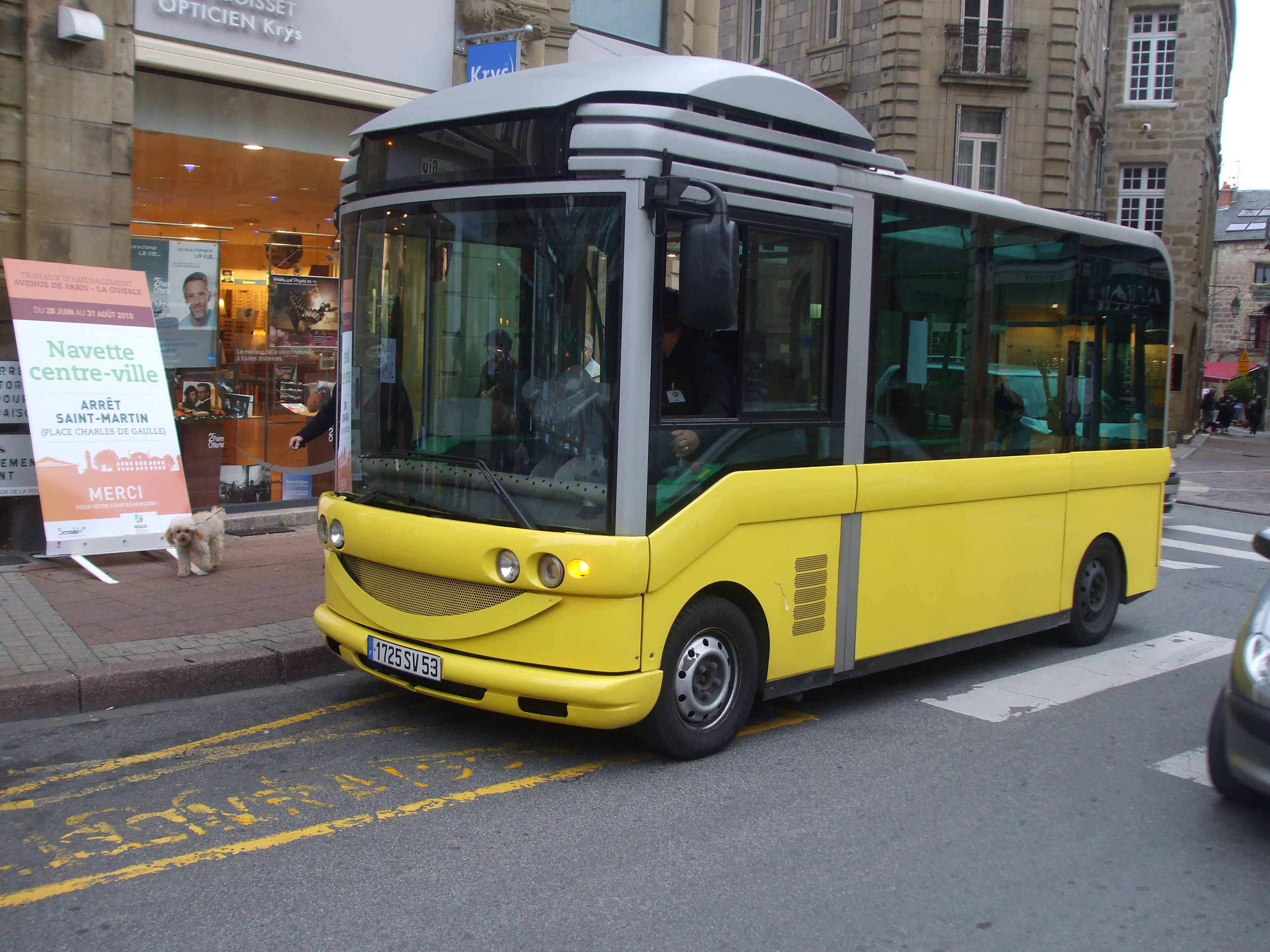
Navette du centre-ville.

## Services complémentaires

### Libéo à la demande
Libéo à la demande est un service de transport sur réservation téléphonique disponible au sein de l'Agglo de Brive. Un minibus vient chercher l'habitant à l'arrêt le plus proche de son domicile avant de prendre la direction de la place du 14 juillet, point central du réseau avec correspondance des lignes régulières.

### Libéo Accessible
Libéo Accessible est un service de transport à la demande dédié à l'accessibilité aux personnes handicapées de l'Agglo de Brive. Il est destiné aux personnes qui ne peuvent pas emprunter le réseau de transport urbain Libéo en raison de leur handicap.

## Anciennes lignes
| Ligne | Caractéristiques | Caractéristiques                                               | Caractéristiques                                               | Caractéristiques                                               | Caractéristiques                                               | Caractéristiques                                               | Caractéristiques                                               | Caractéristiques                                               | Caractéristiques                                               |
| 7     | Centre Commercial Ouest ⥋ Saint-Pantaléon – Centre | Centre Commercial Ouest ⥋ Saint-Pantaléon – Centre             | Centre Commercial Ouest ⥋ Saint-Pantaléon – Centre             | Centre Commercial Ouest ⥋ Saint-Pantaléon – Centre             | Centre Commercial Ouest ⥋ Saint-Pantaléon – Centre             | Centre Commercial Ouest ⥋ Saint-Pantaléon – Centre             | Centre Commercial Ouest ⥋ Saint-Pantaléon – Centre             | Centre Commercial Ouest ⥋ Saint-Pantaléon – Centre             | Centre Commercial Ouest ⥋ Saint-Pantaléon – Centre             |
| ----- | --- | -------------------------------------------------------------- | -------------------------------------------------------------- | -------------------------------------------------------------- | -------------------------------------------------------------- | -------------------------------------------------------------- | -------------------------------------------------------------- | -------------------------------------------------------------- | -------------------------------------------------------------- |
| 7     | Ouverture / Fermeture 31 août 2015 / 2 janvier 2018 | Longueur 4,4 km                                                | Durée 10 min                                                   | Nb. d’arrêts 7                                                 | Matériel —                                                     | Jours de fonctionnement L, Ma, Me, J, V, S                     | Jour / Soir / Nuit / Fêtes O / N / N / N                       | Voy. / an —                                                    | Exploitant Transdev Brive                                      |
| 7     | Desserte : - Communes: Brive-la-Gaillarde – Saint-Pantaléon-de-Larche - Principaux lieux desservis : Centre commercial Carrefour Brive, ZAC du Mazaud, Mairie de Saint-Pantaléon-de-Larche. - Arrêts accessibles aux personnes à mobilité réduite : Centre commercial Ouest, Le Mazaud, Sourie. |                                                                |                                                                |                                                                |                                                                |                                                                |                                                                |                                                                |                                                                |
| 7     | Autre : - Amplitude horaire et fréquence : La ligne circule de 6h50 à 19h15 avec un bus toutes les 20 à 30 minutes. |                                                                |                                                                |                                                                |                                                                |                                                                |                                                                |                                                                |                                                                |
| 7     | Dernière actualisation : — |                                                                |                                                                |                                                                |                                                                |                                                                |                                                                |                                                                |                                                                |
| C     | (Circulaire) Place du 14 Juillet ⥋ via Le Tilleul et Le Breuil | (Circulaire) Place du 14 Juillet ⥋ via Le Tilleul et Le Breuil | (Circulaire) Place du 14 Juillet ⥋ via Le Tilleul et Le Breuil | (Circulaire) Place du 14 Juillet ⥋ via Le Tilleul et Le Breuil | (Circulaire) Place du 14 Juillet ⥋ via Le Tilleul et Le Breuil | (Circulaire) Place du 14 Juillet ⥋ via Le Tilleul et Le Breuil | (Circulaire) Place du 14 Juillet ⥋ via Le Tilleul et Le Breuil | (Circulaire) Place du 14 Juillet ⥋ via Le Tilleul et Le Breuil | (Circulaire) Place du 14 Juillet ⥋ via Le Tilleul et Le Breuil |
| C     | Ouverture / Fermeture 1er septembre 2011 / 2 janvier 2018 | Longueur 9,4 km                                                | Durée 30 min                                                   | Nb. d’arrêts 28                                                | Matériel —                                                     | Jours de fonctionnement L, Ma, Me, J, V, S                     | Jour / Soir / Nuit / Fêtes O / N / N / N                       | Voy. / an —                                                    | Exploitant Transdev Brive                                      |
| C     | Desserte : - Communes: Brive-la-Gaillarde |                                                                |                                                                |                                                                |                                                                |                                                                |                                                                |                                                                |                                                                |
| C     | Autre : - Amplitude horaire et fréquence: 4 départs de Place du 14 Juillet à 9h20, 11h20, 14h40 et 17h10. |                                                                |                                                                |                                                                |                                                                |                                                                |                                                                |                                                                |                                                                |
| C     | Dernière actualisation : — |                                                                |                                                                |                                                                |                                                                |                                                                |                                                                |                                                                |                                                                |
| D     | Gare SNCF ⥋ Ussac – Stade | Gare SNCF ⥋ Ussac – Stade                                      | Gare SNCF ⥋ Ussac – Stade                                      | Gare SNCF ⥋ Ussac – Stade                                      | Gare SNCF ⥋ Ussac – Stade                                      | Gare SNCF ⥋ Ussac – Stade                                      | Gare SNCF ⥋ Ussac – Stade                                      | Gare SNCF ⥋ Ussac – Stade                                      | Gare SNCF ⥋ Ussac – Stade                                      |
| D     | Ouverture / Fermeture 2 janvier 2014 / 2 janvier 2018 | Longueur 13,6 km                                               | Durée 20 min                                                   | Nb. d’arrêts 20                                                | Matériel —                                                     | Jours de fonctionnement L, Ma, Me, J, V                        | Jour / Soir / Nuit / Fêtes O / N / N / N                       | Voy. / an —                                                    | Exploitant Transdev Brive                                      |
| D     | Desserte : - Communes: Brive-la-Gaillarde – Ussac |                                                                |                                                                |                                                                |                                                                |                                                                |                                                                |                                                                |                                                                |
| D     | Autre : - Amplitude horaire et fréquence: 2 départs de Gare SNCF à 7h45 et 18h15 ; 2 départs d'Ussac à 7h15 et 17h45. |                                                                |                                                                |                                                                |                                                                |                                                                |                                                                |                                                                |                                                                |
| D     | Dernière actualisation : — |                                                                |                                                                |                                                                |                                                                |                                                                |                                                                |                                                                |                                                                |

## Exploitation

### Agence commerciale
L'agence commerciale est située Place du 14 juillet, à proximité immédiate des quais de bus.

### Dépôt
Le dépôt se situe au 12, Rue Gustave Courbet à Brive-la-Gaillarde, non loin de la zone commerciale ouest.

### Etat de parc
| Modèles                         | Numéros          | Années     | Affectations    |
| ------------------------------- | ---------------- | ---------- | --------------- |
| Standard (16)                   |                  |            |                 |
| 3 HeuliezBus GX 337 ELEC        | 1034, 1035, 1036 | 2021       | 1 1E 2          |
| 1 Mercedes-Benz Citaro C2       | 1033             | 2020       | 1 1E 2          |
| 1 HeuliezBus GX 337             | 1032             | 2014       | Réserve         |
| 10 HeuliezBus GX 327            |                  | 2010       | 1 1E 2          |
| 1 HeuliezBus GX 317             | 1031             | 1998       | Réserve         |
| Midibus (12)                    |                  |            |                 |
| 5 Mercedes-Benz Citaro C2K      |                  | 2020       | 3 4 5 6 8 9 A B |
| 7 HeuliezBus GX 127L            | 1002 à 1008      | 2010, 2013 | 3 4 5 6 8 9 A B |
| Minibus (04)                    |                  |            |                 |
| 3 Mercedes-Benz Sprinter City35 |                  | 2020       | 4 8 9           |
| 1 Gruau Bluebus                 | 1047             | 2016       | N               |
| Véhicules de service (...)      |                  |            |                 |